# NGC 3240
NGC 3240 este o emission-line galaxy⁠(d) situată în constelația Hidra. A fost descoperită în 20 martie 1835 de către John Herschel. Se află la o distanță de 51,54 de megaparseci de Pământ.